# Detmolder Kammerorchester
Das Detmolder Kammerorchester ist ein Orchester in der nordrhein-westfälischen Stadt Detmold. Es besteht vorwiegend aus Studierenden und jungen Absolventen der Hochschule für Musik Detmold. Künstlerischer Leiter und Chefdirigent des Ensembles ist Daniel Stabrawa.

## Geschichte
Hervorgegangen aus dem renommierten Kammerorchester Tibor Varga, das 1954 von dem aus Ungarn stammenden Violinisten, Violinpädagogen und Dirigenten Tibor Varga (1921–2003) gegründet wurde, besteht das Detmolder Kammerorchester als eingetragener, gemeinnütziger Verein seit 1989. Varga gab die Leitung 1989 an Christoph Poppen weiter; seither trägt das Orchester den heutigen Namen. Als Nachfolger von Christoph Poppen leitete Eckhard Fischer, Geiger und Professor für Violine an der Hochschule für Musik Detmold, das Orchester bis 2009. Von 2009 bis 2022 war Alfredo Perl Künstlerischer Leiter des Ensembles. Seit der Saison 2022/2023 hat Daniel Stabrawa, langjähriger Konzertmeister Berliner Philharmoniker, diese Position inne.
Das Detmolder Kammerorchester hat eine eigene Abonnementreihe im Konzerthaus Detmold, hat aber auch bei überregionalen Konzerten (u. a. Sendesaal Bremen, Universität der Künste Berlin, Philharmonie Köln und zahlreichen Festivals) sowie im In- und Ausland seine Vielfalt und Spielfreude unter Beweis gestellt. Konzertmitschnitte wurden u. a. vom Deutschlandradio Kultur, WDR 3 und NDR Kultur gesendet.
Wichtiger Teil des DKO-Profils ist seit 2010 die Musikvermittlung. Unter Leitung von Guido Mürmann bringt das Orchester dem jungen Publikum klassische Musik näher und ist mit seinen Musikvermittlungskonzerten in Grund-, Förder- und weiterführenden Schulen zu Gast. In Kooperation mit den Programmen Kulturstrolche und KulturScouts lädt es die jungen Zuhörer in seinen Orchesterprobenraum ein.
Das Repertoire des Detmolder Kammerorchesters reicht von den Werken Johann Sebastian Bachs bis zu zeitgenössischen Werken.
Im Jahr 2015 wurde das Orchester gemeinsam mit Alfredo Perl, Gerhild Romberger und Stephan Rügamer mit dem ECHO Klassik in der Kategorie Kammermusikeinspielung des Jahres (Musik des 20./21. Jahrhunderts) ausgezeichnet.

## Diskografie
- New colours of piccolo trumpet. (Trompete: Markus Stockhausen; Leitung: Christoph Poppen), EMI-Electrola, Köln [1993]
- Dmitri Schostakowitsch: Kammersinfonie op. 110. (Leitung: Christoph Poppen; Sprecher: Marianne Hoppe) EMI-Electrola, Köln [1993]
- Antonio Casimir Cartellieri: Gioas re di Giuda. Azione sacra in due parti. Dabringhaus und Grimm, Detmold [1997]
- Carl Maria von Weber: Abu Hassan. Singspiel in einem Akt. Dokumentation des Detmolder MeisterWerk-Kurses 15.–21. Oktober 2001 (Leitung: Joachim Harder), Tondokumente aus der Arbeit der Hochschule für Musik Detmold, Nr. 9 [2001]
- Serenaden für Streichorchester. (Leitung: Eckhard Fischer), Alfredo Lasheras Hakobian / Holger Busse, Detmold [2004]
- 50 Jahre Detmolder Kammerorchester 1954–2004. Ausgewählte Aufnahmen. (Leitung: Tibor Varga, Christoph Poppen, Eckhard Fischer), Detmolder Kammerorchester e.V., Detmold [2004]
- Gustav Mahler: Das Lied von der Erde. Fassung für Kammerensemble von A. Schönberg und R. Riehn. (Leitung: Alfredo Perl). Detmolder Kammerorchester; Gerhild Romberger (Mezzosopran), Stephan Rügamer (Tenor). MDG, Detmold [2014].Detmolder Kammerorchester

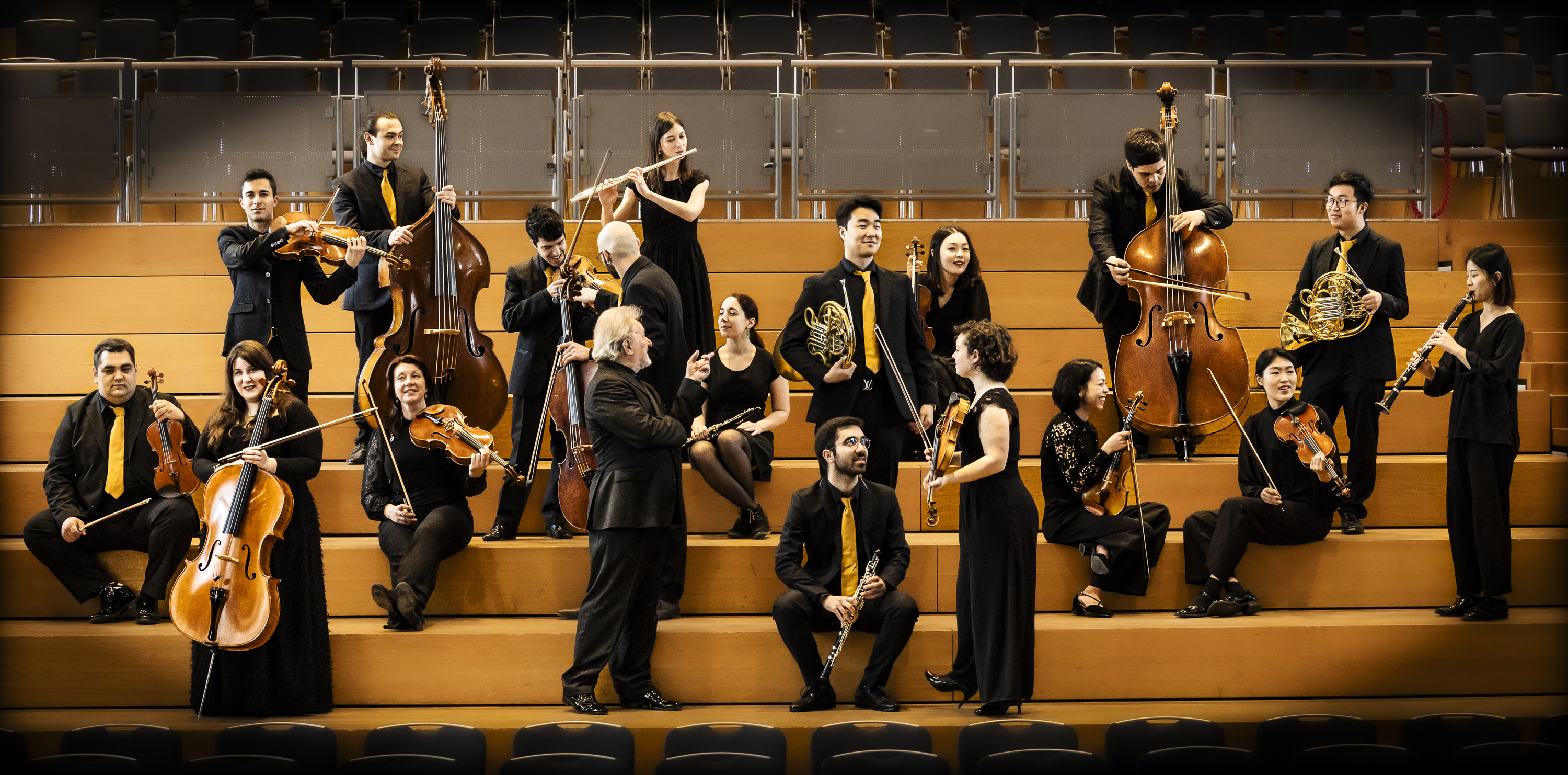
Detmolder Kammerorchester